# Zastruże (województwo dolnośląskie)
Zastruże (niem. Sasterhausen) – wieś w Polsce położona w województwie dolnośląskim, w powiecie świdnickim, w gminie Żarów.

## Podział administracyjny
W latach 1975–1998 miejscowość należała administracyjnie do województwa wałbrzyskiego.

## Zabytki
Do wojewódzkiego rejestru zabytków wpisane są:
- kościół filialny pw. Wniebowzięcia Najświętszej Marii Panny, z końca XVIII w.
- park, z XVIII w., zmieniony po 1820 r. na styl romantyczny

Inne zabytki:
- pałac w ruinie, wybudowany w końcu XVI w.